# Monoplan Bristol-Coandă

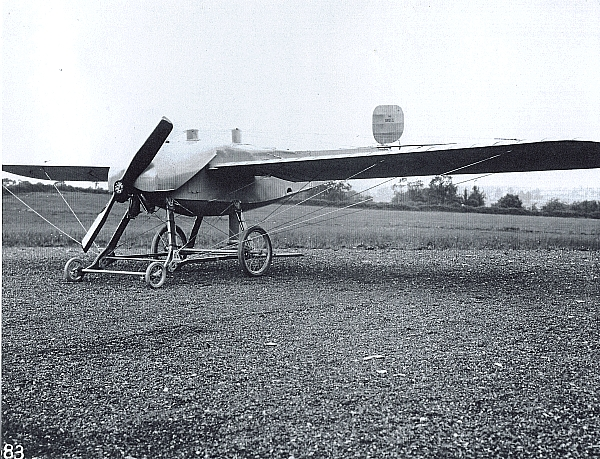
Monoplan Bristol-Coandă, varianta Bristol TB.8.

Monoplanele Bristol-Coandă au fost o serie de monoplane de antrenament proiectate de inginerul român Henri Coandă pentru compania britanică British and Colonial Aeroplane Company. Henri Coandă a ajuns în Bristol în ianuarie 1912 și a proiectat un monoplan cu două locuri. Primul prototip a zburat în martie 1912.